# Finalen av Copa Libertadores 1983
Finalen av Copa Libertadores 1983 spelade för att kora en vinnare i tävlingen. Matcherna spelades mellan uruguayanska Peñarol och brasilianska Grêmio, där Grêmio tog sin första titel efter att ha vunnit med totalt 3-2.

## Tidigare finaler
| Lag     | Tidigare finaler (fet stil indikerar vinster) |
| ------- | --------------------------------------------- |
| Peñarol | 1960, 1961, 1962, 1965, 1966, 1970, 1982      |
| Grêmio  | Inga                                          |